# Wojciech Topoliński
Wojciech Topoliński, właśc. Jan Topoliński, OFMConv (ur. 23 kwietnia 1885 w Papowie Biskupim, zm. 19 kwietnia 1940 w Sztumie) – polski franciszkanin konwentualny, postulator generalny zakonu franciszkańskiego, dr teologii, dr filozofii.

## Życiorys
Urodził się w 23 kwietnia 1885 r. w Papowie Biskupim w powiecie chełmińskim. Profesor teologii w Międzynarodowym Kolegium Serafickim w Rzymie, penitencjariusz apostolski w bazylice pw. św. Piotra w Rzymie, postulator generalny zakonu franciszkańskiego i postulator beatyfikacji królowej Jadwigi. Aresztowany przez Niemców listopadzie 1939 r. w Gdańsku. Zginął śmiercią męczeńską, zamordowany (utopiony w wannie) 19 kwietnia 1940 r.